# Ari Graynor
Ariel Geltman Graynor (født 27. april 1983) er en amerikansk skuespillerinde.
Graynor blev født i Boston, Massachusetts i USA. Hun voksede op i en jødisk familie og gik på Buckingham Browne & Nichols, en privatskole i Cambridge, Massachusetts, og Trinity College i Hartford, Connecticut.
Hun spillede rollen som Lacy i ungdomsfilmen Youth in Revolt fra 2010.